# Hibria
Hibria é uma banda de heavy metal brasileira criada em Porto Alegre, capital do Rio Grande do Sul em 1996.
A banda tem consolidado seu nome no Brasil e no mundo com lançamentos que tem sido reconhecidos tanto pela crítica especializada como pelo público.

## História

### As primeiras demos e singles (1997-2001)
A primeira demo da banda chamava-se Metal Heart e foi lançada em 1997, pouco após o vocalista Iuri juntar-se à banda. Após a resposta aos shows e à demo na cidade natal da banda, Porto Alegre, o Hibria começou a divulgar seu trabalho na Europa. A demo foi tocada em shows de metal.
Em agosto de 1999 a banda lançou o CD-demo Against the Faceless com três novas músicas, continuando a divulgação mundial de seu trabalho. Ainda em agosto de 1999, o Hibria chegou à Bélgica começando a chamada Against the Faceless Demo Tour. Os shows aconteceram na Bélgica, Alemanha, Holanda, República Tcheca e Polônia totalizando 29 apresentações, incluindo o templo do metal De Biebop na Bélgica. Durante a turnê, a banda esteve em contato direto com o público e dividiu o palco com muitas bandas de death metal.
O single "Steel Lord on Wheels" foi lançado em 2001 somente em Porto Alegre.

### Defying the Rules(2001-2004)
Entre 2001 e 2003 o álbum Defying the Rules foi composto e as gravações foram finalizadas em 2004, marcando o primeiro trabalho da banda com a gravadora alemã Remedy Records. Para completar a concepção do álbum, Piet Sielck foi escolhido para mixá-lo e masterizá-lo na Alemanha. O conceito da capa, em desenhos de quadrinhos, desenvolvido por Daniel HDR. Foi lançado no Brasil, Estados Unidos, Canadá, Europa Ocidental, Rússia, Países Bálticos, Japão, Taiwan, Coreia do Sul e Hong Kong.

### The Skull Collectors(2008-2010)
O segundo álbum intitulado The Skull Collectors foi lançado mundialmente em 2009 e foi mixado e masterizado por Achim Köhler, que já trabalhou com bandas como Amon Amarth, Sodom, Pink Cream 69 e Brainstorm. Lançado no Brasil pela Voice Music, The Skull Collectors também foi mixado e masterizado na Alemanha.
Esse álbum levou o Hibria a excursionar em maio de 2009 pela Ásia e pelo Canadá na turnê Collecting Skulls WTour. Em outubro de 2009, após a turnê mundial, o Hibria foi convidado a participar do maior festival de metal do Japão, o Loud Park, tocando para 15 mil pessoas ao lado de grandes nomes da cena mundial como Judas Priest, Slayer, Megadeth, Arch Enemy, Napalm Death, Anthrax, Children of Bodom, Papa Roach, entre outros. Além do Loud Park, a banda abriu o show do Megadeth, na cidade de Nagoia. Em janeiro de 2010, o Hibria foi escolhido para abrir o show do Metallica em Porto Alegre, na turnê World Magnetic Tour' 10, tocando para 25 mil pessoas.

### Blind Ride(2010-2011)
O terceiro álbum de estúdio do Hibria, composto e gravado no ano de 2010, foi mixado por William Putney no Machine Shop Studio, em Nova Iorque, Estados Unidos. Este é o primeiro trabalho da banda lançado pela gravadora King Records do Japão.
A banda fez turnê pela Ásia em maio de 2011, onde gravou seu primeiro DVD ao vivo. Em abril de 2011, o Hibria realizou a abertura dos shows de Ozzy Osbourne nas cidades do Rio de Janeiro e Belo Horizonte.

### Silent Revenge(2013-2014)
O quarto álbum de estúdio do Hibria traz a participação do vocalista André Meyer (Distraught) em duas canções: a faixa-título "Silent Revenge" e "Silence Will Make You Suffer".
Logo após a turnê japonesa do álbum, o Hibria se destacou em grandes aparições no Brasil, a banda se apresentou no festival Rock in Rio junto a banda Almah de Edu Falaschi (ex-Angra), no dia 19 de setembro, no palco Sunset. Logo após abriu novamente para o Megadeth e pela primeira vez para o Black Sabbath em Porto Alegre.[carece de fontes?]
O álbum Defying The Rules foi regravado e lançado apenas no Japão comemorando 10 anos de seu lançamento pela gravadora King Records.[carece de fontes?]

### Hibriae saída de membros (2015-2017)

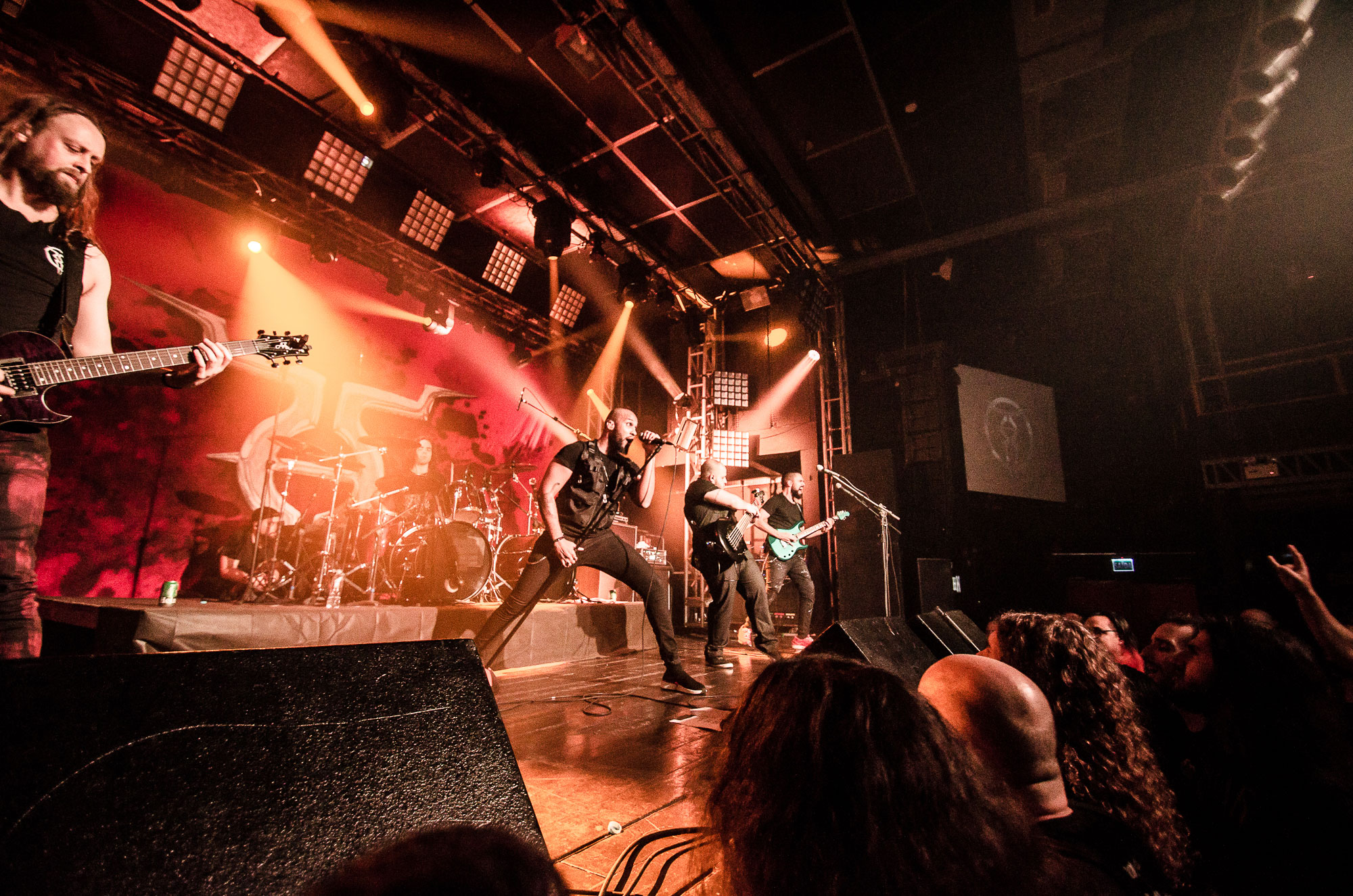
Hibria em 2019

Sai o álbum homônimo da banda, o quinto de estúdio que segundo Abel Camargo; “Esperem algo que faça jus a esse CD levar o nome ‘HIBRIA’. É a primeira vez que vamos lançar um segundo álbum de inéditas com a mesma formação, e estamos muito empolgados com o resultado final. Esperamos que nossos fãs sintam a energia e a força desse novo trabalho.”[carece de fontes?]
Ainda em 2015 foi anunciada a Metal Maniac Inside Tour com shows no Japão, Canadá e Estados Unidos, em cerca de 50 datas.[carece de fontes?]
Em 2016, a revista britânica Metal Hammer publica a lista das “10 das melhores bandas brasileiras de Metal no Brasil” e incluí o Hibria em 8º.
Em 2017, quatro (o vocalista Iuri Sanson, o baterista Eduardo Baldo, o guitarrista Renato Osorio e o baixista Ivan Beck) dos cinco membros deixam o grupo, deixando Abel Camargo sozinho.

### Novas formações eMe7amorphosis(2018-atualmente)
Em 2018 a banda anuncia a entrada de dois novos integrantes, Guga Munhoz e Martin Estevez (Kula Jazz, Quarto Sensorial e Spirit Forge). Em maio do mesmo ano a banda tem novo rompimento, restando apenas Abel Camargo como o único membro original. Ao final do ano Victor Emeka (Soulspell) foi o vencedor do concurso "cante no hibria" sendo anunciado como o novo vocalista do grupo. 
Em 2019 a banda anuncia sua nova formação completa com a entrada de Alexandre Panta (baixo), Bruno Godinho (guitarra) e Otávio Quiroga (bateria). A nova formação estreou em 7 de dezembro de 2019, em show no Bar Opinião, em Porto Alegre.
Em 2021, lançam um box especial de edição limitada em comemoração aos 10 anos de um de Blind Ride, chamado The Flaming Box – Blind Ride 10th Anniversary.
Me7amorphosis (Me7a, abreviado) foi lançado em 23 de fevereiro de 2022 no Japão pela gravadora Marquee/Avalon e no Brasil e demais países pelo selo brasileiro Voiza Records no dia 25 de fevereiro. O álbum rendeu à banda entrevistas em duas das mais importantes revistas especializadas em música pesada do mundo, a Burnn Magazine e a Young Guitar. O primeiro single foi "Skyline of the Soul", lançado em janeiro do mesmo ano.
Em maio de 2022, é lançado o videoclipe para a faixa “Meaning of Life“.
Em outubro de 2022, Vicente Telles (mais conhecido como Velles) é anunciado como novo guitarrista, substituindo Bruno Godinho.
Em 2024, a banda anuncia sua sétima turnê no Japão, sendo dois shows em Tóquio, no tradicional Evoken Fest, em outubro, ao lado de bandas como Elegy, Final Strike, Derdian e Strange Vision.

## Integrantes

### Formação atual
- Victor Emeka (vocal) (2018-presente)
- Abel Camargo (guitarra) (1996-presente)
- Thiago Baumgarten (baixo) (2021-presente)
- Otávio Quiroga (bateria) (2019-presente)
- Vicente Telles (guitarra) (2022-presente)

### Ex-membros
- Bruno Godinho (guitarra) (2019-2022)

- Alexandre Panta (baixo) (2019-2021)
- Guga Munhoz (guitarra) (2018-2018)
- Martin Estevez (bateria) (2018-2018)
- Iuri Sanson (vocal) (1996-2017)
- Renato Osorio (guitarra, backing vocals) (2012-2017)
- Ivan Beck (baixo, backing vocals) (2016-2017)
- Eduardo Baldo (bateria) (2005-2017)
- Benhur Lima (baixo, backing vocals) (2010-2016)
- Diego Kasper (guitarra) (1996-2012)
- Marco Panichi (baixo) (1996-2010)
- Savio Sordi (bateria) (1996-2005)

## Discografia
Albuns de Estúdio
- 2004 - Defying the Rules
- 2008 - The Skull Collectors
- 2011 - Blind Ride
- 2013 - Silent Revenge
- 2015 - Hibria
- 2018 - Moving Ground
- 2022 - Me7amorphosis

Demos
- 1997 - Metal Heart (demo)
- 1999 - Against the Faceless (demo)

EPs
- 2016 - XX

## Videografia
| Música                         | Álbum                | Ano de Lançamento |
| ------------------------------ | -------------------- | ----------------- |
| "Steel Lord on Wheels"         | Defying the Rules    | 2004              |
| "Tiger Punch"                  | The Skull Collectors | 2008              |
| "Shoot Me Down"                | Blind Ride           | 2011              |
| "Silent Revenge"               | Silent Revenge       | 2013              |
| "Silence Will Make You Suffer" | Silent Revenge       | 2013              |
| "Shall I Keep On Burning"      | Silent Revenge       | 2014              |
| "Pain"                         | Hibria               | 2015              |
| "Life"                         | Hibria               | 2015              |
| "Leading Lady"                 | XX                   | 2016              |
| "Moving Ground"                | Moving Ground        | 2018              |
| "Meaning of Life"              | Me7amorphosis        | 2022              |